# Mission régénération
Pour plus de détails, voir Fiche technique et Distribution.
Mission régénération (Kiss the Ground) est un film documentaire américain réalisé par Rebecca Harrell Tickell et Josh Tickell sorti en 2020.
Ce film se base sur l'agriculture et les incidences sur le changement climatique, en expliquant les apports de l'agriculture régénératrice se distinguant de l'agroécologie. Il montre que le changement de modèle agricole est possible, dont de nombreux exemples existent en France. Il s'attache à expliquer la nécessaire conservation de la structure des sols.

## Fiche technique
Gisele Bündchen, Tom Brady et Stéphane Le Foll font partie des personnalités visibles dans le film, raconté par Woody Harrelson.

## Distinctions

### Nomination
- Festival du film de Tribeca 2020 dans la section movie plus
- Festival international du film de Jaipur 2021